# Sheila Och
Sheila Och (* 12. März 1940 in Redhill, Großbritannien; † 22. August 1999 in Deutschland; auch Sheila Ochová) war eine Kinderbuchautorin.
Sheila Och lebte als Tochter tschechischer Emigranten zunächst in England. Nach dem Ende des Zweiten Weltkrieges kehrte sie mit ihrer Familie nach Prag zurück, wo sie nach dem Schulabschluss an der Filmhochschule – unter anderem bei Milan Kundera – studierte. Ab 1971 lebte Sheila Och in Deutschland und arbeitete in der Bibliothek der Friedrich-Ebert-Stiftung Bonn. Hier betreute sie das Osteuropa-Referat und beteiligte sich an verschiedenen bibliographischen Projekten. In den 1990er Jahren wurde sie mit ihren Kinderbüchern bekannt. Neben weiteren Auszeichnungen erhielt sie 1997 für ihr Buch Karel, Jarda und das wahre Leben den Deutschen Jugendliteraturpreis.

## Werke

### Kinderbücher
- Karel, Jarda und das wahre Leben, ISBN 3-401-02354-3.
- Balaban Neumann, der Hund, ISBN 3-7941-4556-9.
- Das Salz der Erde und das dumme Schaf, ISBN 3-596-80099-4.
- Bitte eine neue Welt, Herr Ober!, ISBN 3-401-02353-5.

### Drehbücher
- 1969: Dospeláci muzou vsechno (Die blöden Erwachsenen dürfen alles)
- 1964: Mate doma lva? (Do You Keep a Lion at Home? )

## Auszeichnungen
- 2007: Kröte des Monats März für  Balaban Neumann, der Hund
- 1997: Deutscher Jugendliteraturpreis